# ری لامبرت
ری لامبرت (انگلیسی: Ray Lambert; ۱۸ ژوئیهٔ ۱۹۲۲ – ۲۲ اکتبر ۲۰۰۹) بازیکن فوتبال اهل بریتانیا بود.
از باشگاه‌هایی که در آن بازی کرده‌است می‌توان به باشگاه فوتبال لیورپول و تیم ملی فوتبال ولز اشاره کرد.